# 1987 巨星金曲
《1987 巨星金曲》是歌手林慧萍的第十二張個人專輯，1987年7月29日歌林唱片發行。
這張專輯是林慧萍重新詮釋翻唱1970年代鳳飛飛、劉文正、蕭孋珠及鄧麗君紅極一時的經典歌曲。

## 專輯簡介
林慧萍  衷心的謝謝你

## 專輯曲目
| 曲序 | 曲名       | 作詞   | 作曲     | 編曲   | 長度 | 備註                                          |
| 01   | 愛之旅     | 洪小喬 | 洪小喬   | 陳玉立 | 3:51 | 原唱：洪小喬 收錄於洪小喬：愛之旅專輯         |
| 02   | 惜別       | 林煌坤 | 鄭貴昶   | 陳玉立 | 4:04 | 原唱：張艾嘉 收錄於張艾嘉：惜別專輯           |
| 03   | 喜氣洋洋   | 孫儀   | 鄭貴昶   | 陳玉立 | 2:41 | 原唱：鳳飛飛 收錄於鳳飛飛：奔向彩虹專輯       |
| 04   | 小路       | 瓊瑤   | 陳彼得   | 陳玉立 | 3:50 | 原唱：劉文正 收錄於劉文正：小雨打在我身上專輯 |
| 05   | 一簾幽夢   | 瓊瑤   | 劉家昌   | 陳玉立 | 4:30 | 原唱：蕭孋珠 收錄於蕭孋珠：一簾幽夢專輯       |
| 06   | 也許       | 鄭貴昶 | 鄭貴昶   | 陳玉立 | 4:02 | 原唱：張艾嘉 收錄於張艾嘉：也許專輯           |
| 07   | 信任       | 洪小喬 | 洪小喬   | 陳玉立 | 3:04 | 原唱：劉文正 收錄於劉文正：諾言專輯           |
| 08   | 綠色大地   | 劉家昌 | 劉家昌   | 陳玉立 | 2:27 | 原唱：劉家昌 收錄於黃鶯鶯：我心深處專輯       |
| 09   | 今夜       | 谷寧   | 崔皓     | 陳玉立 | 5:18 | 原唱：江蕾 收錄於江蕾：今夜專輯               |
| 10   | 就這樣約定 | 頑石   | 平尾昌晃 | 陳玉立 | 4:16 | 原唱：劉文正 收錄於劉文正：門裡門外專輯       |

## 專輯版本
- 黑膠唱片
  - 1987年7月29日歌林唱片發行
- 卡帶
  - 1987年7月29日歌林唱片發行
- CD
  - 2008年9月2日飛躍藝人經紀工作室製作、喜瑪拉雅音樂發行